# Portada/article maig 12

## Rinoceront de Dürer
El Rinoceront de Dürer és un gravat en fusta d'Albrecht Dürer realitzat el 1515 que va esdevenir una icona cultural; segons alguns crítics es tracta de la «representació d'un animal que més influència ha tingut en la història de l'art». Està basat en esbossos i descripcions d'uns dels primers rinoceronts que van arribar a Europa, concretament a la cort portuguesa.
El gravat conté inexactituds anatòmiques. Representa l'animal cobert de plaques dures, com una armadura, i amb escates a les potes, que el fan semblant a un rèptil. Dürer mai no veuria el rinoceront real, el primer exemplar viu vist a Europa des dels temps de l'Imperi Romà.